# 君沢形

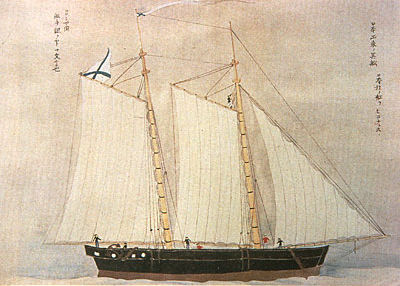
君沢形一番船「ヘダ号」の絵図。ロシア人によって運用中の状態が描かれており、ロシア海軍の軍艦旗を掲揚している。

君沢形（きみさわがた、くんたくがた）は、幕末に日本の君沢郡戸田村などで建造された西洋式帆船の型式。原型は、下田沖で難破したロシア船員帰国用に戸田村で建造された「ヘダ号」で、同型船10隻を日本で使用するために量産した。帆装形式はスクーナーに分類される。ヘダ号の名は戸田村に由来し、君沢形の名前は戸田村が属した君沢郡に由来する。ヘダ号及び君沢形の建造は、日本人にとって、洋式船の建造技術を実地で習得する重要な機会となった。なお、「君沢形」の名は、同型船に限らずスクーナー全般をさす一般名詞としても用いられることがある。

## 建造の経緯
1854年10月21日（嘉永7年8月30日）、日露和親条約の締結交渉のため、ロシア帝国のエフィム・プチャーチン提督はフリゲート「ディアナ」で来日した。しかし、下田沖で碇泊中の同年12月23日（嘉永7年11月4日）に安政東海地震に見舞われて「ディアナ」は津波で大破、修理のため戸田村へ回航中に嵐で航行不能となり、1855年1月17日（安政元年12月2日）に沈没してしまった。

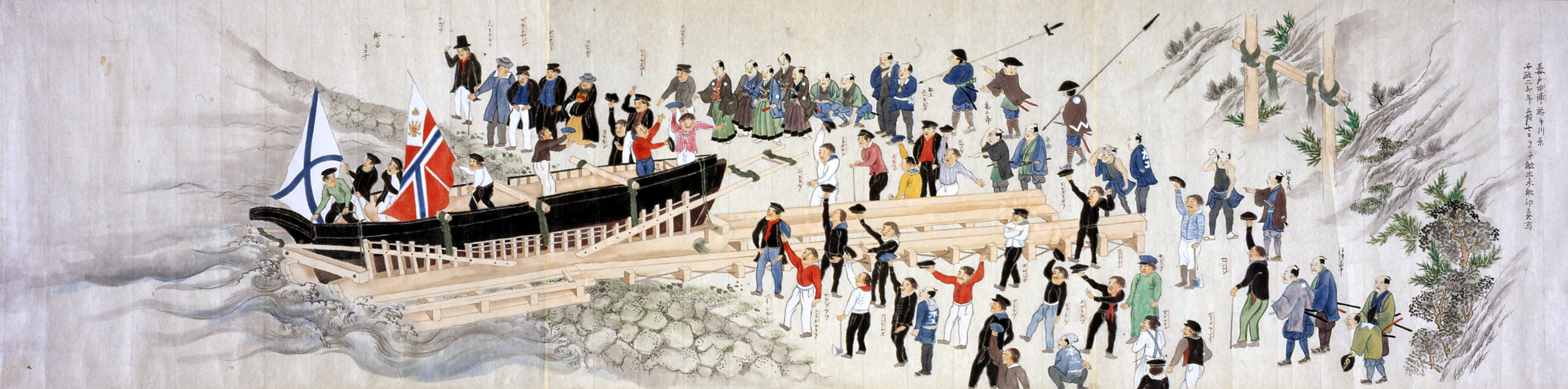
「ヘダ号」の進水式を描いた絵。船体の大きさはかなりデフォルメされているが、西洋式の船台進水の様子を捉えている。

プチャーチンは、帰国のために洋式船を新造することを即座に決意し、1855年1月24日（安政元年12月7日）に幕府の同意を取り付け、戸田村で建造準備に着手した。設計はロシア人乗員のアレクサンドル・コロコリツォフ少尉（後に中将）やアレクサンドル・モジャイスキー（後に飛行機の開発に取り組み、ロシアでは飛行機による有人動力飛行に世界で初めて成功した人物とされている）らが担当し、日本側が資材や作業員などを提供、支援の代償として完成した船は帰国後には日本側へ譲渡する契約となった。幕府は、韮山代官の江川英龍（江川太郎左衛門）と勘定奉行の川路聖謨を日本側の責任者に任命している。まずは船台を建築した後に、船体を起工。日本側には洋式船の建造経験は乏しかったにもかかわらず、日露の共同作業はおおむね順調で、起工より約3カ月後の4月26日（安政2年3月10日、ロシア暦4月14日）には無事に進水式を終え、建造地の戸田（へだ）にちなんで船名を「ヘダ」（ヘダ号）と命名された。艤装も速やかに行われ、5月2日（安政2年3月16日、ロシア暦4月20日）には戸田から初航海に出た。建造費用は、労賃を除いて3100-4000両かかった。
一方、「ヘダ」の建造を洋式造船技術習得の好機と見た幕府は、「ヘダ」の建造許可のわずか15日後の1855年2月8日（安政元年12月22日）には、川路聖謨に対して同型船1隻の戸田での建造を指示した。後に佐賀藩、水戸藩等も技術習得のため、幕府の許可を得て藩士を派遣している。その後「ヘダ」が無事に進水すると、同年5月6日（安政2年3月20日）には1隻の追加建造を命令。同年6月6日（安政2年4月22日）にも2隻の追加を指示。同年9月16日（安政2年8月6日）には、戸田でさらに3隻のほか、石川島造船所でも4隻の建造を命じた。戸田製の6隻は1856年1月頃（安政2年12月）までには完成している。これらの同型スクーナーを、幕府は1856年5月29日（安政3年4月26日）に「君沢形」と命名した。以上のほか、箱館奉行所にも君沢形建造指示が出されたが、箱館奉行所では独自設計を行って別型の二檣スクーナー「箱館丸」などを完成させ、これを箱館形と呼称している。

## 構造

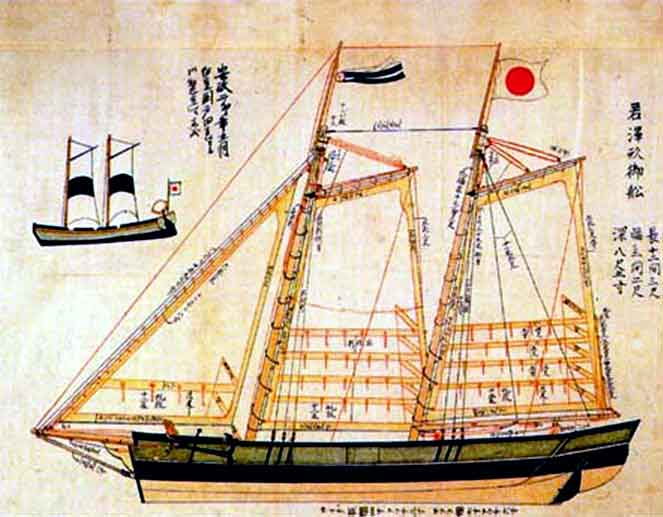
君沢形量産船を描いた絵図「君沢型御船」（福井県立図書館松平文庫収蔵）

「ヘダ」および君沢形各船は、比較的に小型の洋式帆船で、帆装形式は2本のマストに縦帆を張った二檣スクーナー(当時は「スクーネル」「シコナ」「ヒコナ」などと呼んだ)に分類される。「ヘダ」と君沢形は同型とされるが、資料によって若干異なった要目が記録されている。「ヘダ」は全長81尺1寸(24.6m)、甲板長12間(21.8m)、幅23尺2寸(7.0m)、深さ9尺9寸(3.0m)とされ、排水量は87.52トンまたは100トンとの数値がある。君沢形については、右掲の松平文庫所蔵の絵図によると全長12間3尺(22.7m)、幅3間2尺(6.1m)、深さ8尺5寸(2.6m)となっている。設計が変更されたとする見方がある一方、浅川道夫はバウスプリットが含まれるか否かなどの測定法の違いにすぎないと推論している。また、石井謙治によれば、「ヘダ」の要目と称する数字のうち幅と深さは過大な誤った記録に思われ、君沢形の記録とほぼ同じ数値が比率として自然だという。
設計の基礎となったのは、クロンシュタット軍港司令官ファビアン・ゴットリープ・フォン・ベリングスハウゼンのヨットとして建造された試作スクーナーである。「ディアナ」に積み込まれていたロシア海軍の機関誌『モルスコイ・ズボルニク』（1849年1月号）に図面が掲載されていた。この試作スクーナーは全長69フィート(21.0m)、幅21フィート(6.4m)、75総トンの要目であった。
「ヘダ」の船体は木骨木皮で、竜骨と主肋材35組および副肋材11組で支えられている。船底は生物付着防止のため銅板で被覆されている。部品は日本で製造され、木材は天領各地から切り出した松やクスノキを使用、金具のうち水線上のものは銅製、その他は鉄製だった。調達の難しい帆布やロープは最小限の量に抑えられ、例えば帆は船首の三角帆と各マストにガフセイル1枚ずつの計3枚のみで、予備帆は持たなかった。補助推進設備として和式の艪6丁が備えられており、これだけで3.5ノットの速力を得られた。
武装は「ヘダ」には実装されなかった。もっとも、ボート・ホイッスル（艦載用の小型榴弾砲）など8門を装備できるように、火砲の設置場所が確保されていた。これに対して、自国用に建造された君沢形量産船では、大砲が搭載されて射撃演習にも使用されていた。「ヘダ」と同じく小型砲8門程度が装備可能だったと推定される。
作業のうち、材木の加工は日本の大工によって手際よく進められたが、ボルトなど慣れない金属部品の製造は困難があった。また、舵の構造が和船と大きく異なるため、日本側の作業員が船体の一部に不必要な切開をしてしまう混乱もあった。日本の船大工や役人たちの知識欲は旺盛で、作業用の定規を個人ごとに製作したり、艤装の仕方を細かく記録していた。西洋式の進水作業が一瞬で終わったことは、日本人たちを驚かせた。なお、ロシア側は、日本の大工道具のうち墨壺の便利さを称賛している。

## 運用
プチャーチンら48人を乗せた「ヘダ」は、1855年5月2日（ユリウス暦4月20日、安政2年3月16日）に戸田を出港、不具合個所の手直しを行うと5月8日（ユリウス暦4月26日、安政2年3月22日）に密かに日本を離れた。5月21日（ユリウス暦5月9日）にロシア領カムチャッカ半島のペトロパブロフスクへと寄港、さらに航海を続け6月20日（ユリウス暦6月8日）にニコラエフスクへ到着した。そこでプチャーチンらは下船し、無事に本国帰還を果たしている。なお、小型の「ヘダ」だけでは「ディアナ」の全乗員は収容できず、他の乗員は外国商船を雇って帰国の途に就いている。
「ヘダ」は、1856年11月(安政3年10月11日)、元「ディアナ」乗り組みのコンスタンチン・ポシエト（ポシエート、ポシェット、ポシェト）大佐（「ディアナ」乗艦時は少佐でプチャーチンの参謀）が条約批准書交換のためコルベット「オリヴツァ」で来日した際に随伴し、約束通り幕府の手に引き渡された。このとき「ヘダ」にはロシア側により建造時よりも上等な改装が施されていた。ただし、駐日アメリカ公使のタウンゼント・ハリスの手記によれば、引き渡されたのはニコラエフスクで建造した代船だったという。
日本では君沢形各船は、主に幕府海軍の航海練習船及び運送船として使用された。1番船から順に「君沢形一番」「君沢形二番」という番号式の船名を与えられた。このうちの「君沢形一番」が、返還された「ヘダ」（またはその代船）である。戸田製の6隻は、1856年1月頃（安政2年12月）に品川へ回航された。1856年8月頃（安政3年7月）には、長州藩と会津藩に2隻ずつ譲渡するよう指示が出されている。東京湾防備の品川台場の付属砲艦としても、縮小型の韮山形と合わせて12隻が一時期配備されたようである。8番は長崎で蒸気機関を搭載されて「先登丸」になった可能性が高い、という。
君沢形は、ジョン万次郎の提案により捕鯨船として使うことも計画された。万次郎の指揮する「君沢形一番」は1859年4月（安政6年3月）に品川を出港して小笠原諸島へと向かったが、暴風雨により損傷し、航海は中止となった。
「君沢形一番」は、その後に箱館戦争で使用されたとする説もある。
1872年（明治5年）にアレクセイ・アレクサンドロヴィチ大公（アレクサンドル2世の子）が来日した際、今度は随行員としてやってきた元「ディアナ」乗り組みのコンスタンチン・ポシエト中将は、函館港で廃船となっているかつての「ヘダ」を見かけこれを懐かしみ、日本側に対して保存措置を取るよう要望している。しかし、同船が保存されることは無く、その後の消息は不明。

## 影響

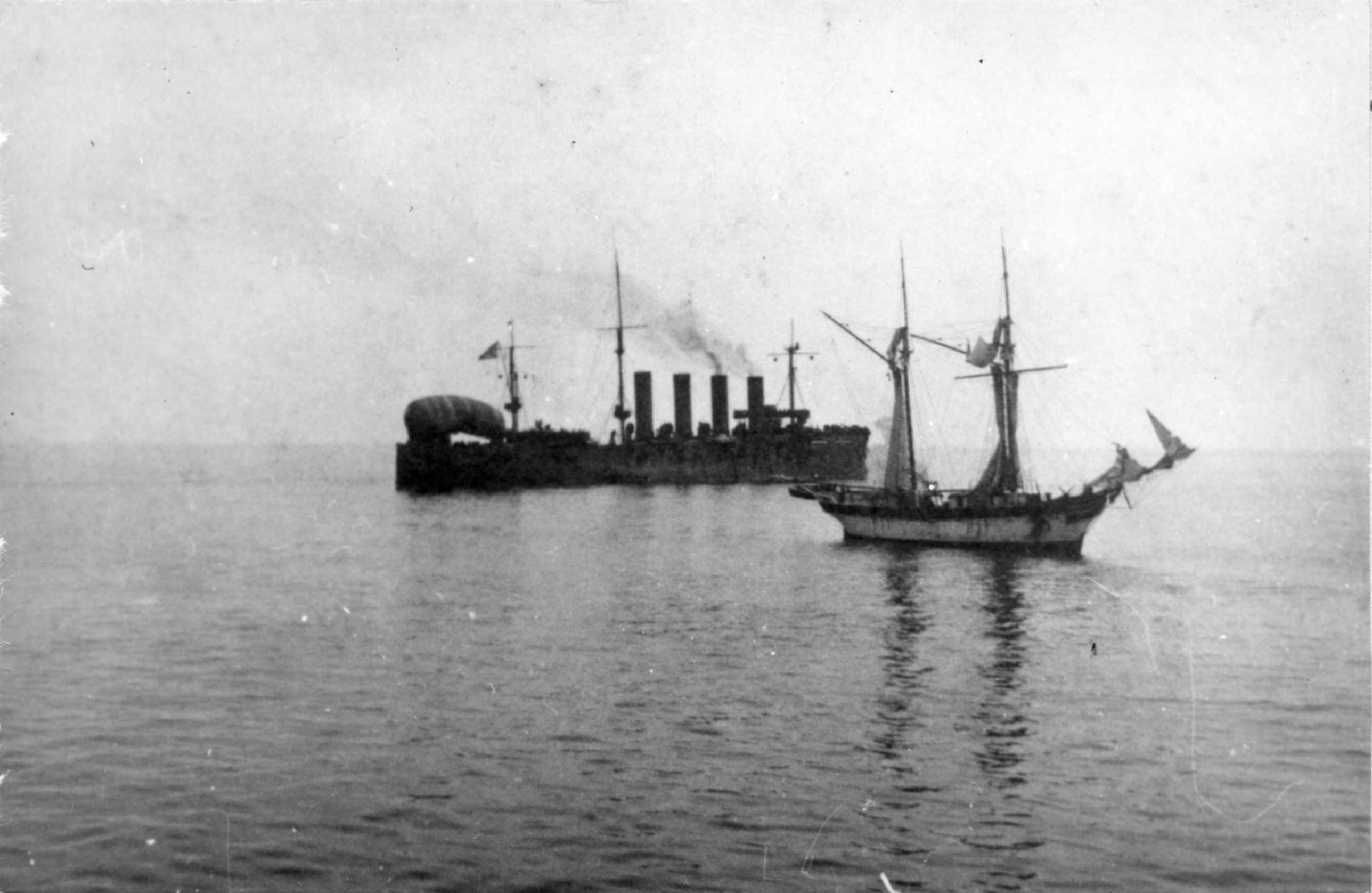
日露戦争中にロシア装甲巡洋艦「ロシア」に停船させられた日本のトップスル・スクーナーAiya Maru （1905年4月26日）

君沢形の建造は、日本への洋式船建造技術の導入に関し、非常に大きな役割を果たしたと勝海舟や栗本鋤雲らによって評価されてきた。勝らによると、君沢形以前の「鳳凰丸」などの洋式船国産化の試みは外見だけのもので、「ヘダ号」と君沢形こそが真の最初の国産洋式船であるという。竜骨からの組み上げ手順や、松からの木タールの抽出法、船底銅板を張る際にタールを用いる技法などが実地で学び得られた成果として挙げられる。
もっとも、後に発見された「鳳凰丸」の造船史料などを研究した石井謙治や安達裕之は、君沢形の成果は過大評価されてきたと主張している。石井らによると、「鳳凰丸」などは外見だけの船ではないにもかかわらず、勝海舟らはことさらに軽視しているという。竜骨や船底銅板も「鳳凰丸」などで実用済みであり、君沢形において新技術と言える点は少ない。君沢形建造の意義は、現場の作業技術習得と、内航に適したスクーナー導入の契機（後述）に限られるという。そして、君沢形では造船理論の習得が欠けており、理論面も踏まえた長崎海軍伝習のほうが重要な役割を果たしたと評している。
いずれにしても、君沢形の建造に携わった船大工たちは、習得した技術を生かして日本各地での洋式船建造に活躍した。その一人の上田寅吉は、長崎海軍伝習所に入学し、1862年には榎本武揚らとオランダへ留学、帰国後、榎本と共に箱館戦争に参加したが、明治維新後も横須賀造船所の初代工長として維新後初の国産軍艦「清輝」の建造を指揮している。また、高崎伝蔵は長州藩に招聘され、戸田村などで学んだ長州の船大工の尾崎小右衛門とともに、君沢形と同規模のスクーナー式軍艦「丙辰丸」を萩で建造した。幕府は韮山代官の江川英敏（江川太郎左衛門）に命じて、君沢形を小型化したスクーナー6隻を建造させ、韮山形と命名している。1866年に幕府が竣工させた国産初の汽走軍艦である「千代田形」も帆装形式は君沢形同様のスクーナーであり、建造現場にも君沢形関係者が多く参加している。
また、君沢形は、日本の内航海運へのスクーナー導入の契機となった。逆風帆走性能に優れ、少人数でも運航可能、小型船に適したスクーナーは、明治から大正にかけて日本の内航海運で洋式船の多くを占めた。さらに、和船の船体にスクーナー帆装を取り入れた和洋折衷の合いの子船は、洋式船に課されていた検査を回避できる制度上の利点もあって真正のスクーナー以上に普及し、機帆船登場前の内航海運の主力を担うことになった。